# Forshems distrikt
Forshems distrikt är ett distrikt i Götene kommun och Västra Götalands län. 
Distriktet ligger vid Vänern, norr om Götene. 

## Tidigare administrativ tillhörighet
Distriktet inrättades 2016 och utgörs av en del av området som Götene köping omfattade till 1971, delen som före 1967 utgjorde Forshems socken.
Området motsvarar den omfattning Forshems församling hade vid årsskiftet 1999/2000.